# Rubén Velázquez López
Rubén Fernando Velázquez López (Villaflores (Chiapas); 4 de febrero de 1953) es un político mexicano. Creció en la comunidad Cristóbal Obregón, municipio de Villaflores, Chiapas. Senador por la Coalición Por el Bien de Todos en Chiapas.
En la década de los 70 trabajo para programas sociales del servicio público federal: bodegas Conasupo, y el Instituto Nacional Indigenista, en 1994 a 1996 fue Subsecretario de Gobierno de Chiapas. 
Empresario Maderero y Mueblero, que de (1990) a (1992) presidió la Cámara Nacional de la Industria de la Transformación (Canacintra).
Fue Secretario de Desarrollo Rural de Chiapas de 2000 a 2003 en la gestión de Pablo Salazar Mendiguchía.
Fue Secretario General de Gobierno de Chiapas de 2003 a 2006 en la gestión de Pablo Salazar Mendiguchía.